# Малахов Володимир Ігорович
Володимир Малахов (рос. Владимир Игоревич Малахов, нар. 30 серпня 1968, Свердловськ) — колишній радянський та російський хокеїст, що грав на позиції захисника. Грав за збірну СРСР і збірну Росії.
Олімпійський чемпіон. Володар Кубка Стенлі. Провів понад 700 матчів у Національній хокейній лізі. 

## Ігрова кар'єра
Хокейну кар'єру розпочав 1986 року виступами за команду «Спартак» (Москва) в СРСР.
1989 року був обраний на драфті НХЛ під 191-м загальним номером командою «Нью-Йорк Айлендерс». 
Протягом професійної клубної ігрової кар'єри, що тривала 20 років, захищав кольори команд «Спартак» (Москва) (1986 — 1991), ЦСКА (Москва) (1991 — 1992), «Нью-Йорк Айлендерс» (1992 — 1995) , «Монреаль Канадієнс» (1995 — 2000) , «Нью-Джерсі Девілс» (2000) , «Нью-Йорк Рейнджерс» (2000 — 2004) , «Філадельфія Флаєрс» (2004) та «Нью-Джерсі Девілс» (2005).
Загалом провів 787 матчів у НХЛ, включаючи 75 ігор плей-оф Кубка Стенлі.
Виступав за національні збірні СРСР та Росії, провів 49 ігор у складі національних збірних.

## Нагороди та досягнення
- Чемпіон Зимових Олімпійських ігор 1992 року.
- Володар Кубка Стенлі 2000 року в складі «Нью-Джерсі Девілс».
- Бронзовий призер Зимових Олімпійських ігор 2002 року.

## Статистика

### Клубні виступи
| Сезон        | Клуб                         | Ліга         | Регулярна першість | Регулярна першість | Регулярна першість | Регулярна першість | Регулярна першість | Плей-оф | Плей-оф | Плей-оф | Плей-оф | Плей-оф |
| Сезон        | Клуб                         | Ліга         | І                  | Г                  | П                  | О                  | ШХ                 | І       | Г       | П       | О       | ШХ      |
| ------------ | ---------------------------- | ------------ | ------------------ | ------------------ | ------------------ | ------------------ | ------------------ | ------- | ------- | ------- | ------- | ------- |
| 1986–87      | «Спартак» (Москва)           | СРСР         | 22                 | 0                  | 1                  | 1                  | 12                 | —       | —       | —       | —       | —       |
| 1987–88      | «Спартак» (Москва)           | СРСР         | 28                 | 2                  | 2                  | 4                  | 26                 | —       | —       | —       | —       | —       |
| 1988–89      | ЦСКА (Москва)                | СРСР         | 34                 | 6                  | 2                  | 8                  | 16                 | —       | —       | —       | —       | —       |
| 1989–90      | ЦСКА (Москва)                | СРСР         | 48                 | 2                  | 10                 | 12                 | 32                 | —       | —       | —       | —       | —       |
| 1990–91      | ЦСКА (Москва)                | СРСР         | 46                 | 5                  | 13                 | 18                 | 22                 | —       | —       | —       | —       | —       |
| 1991–92      | ЦСКА (Москва)                | СНД          | 32                 | 0                  | 8                  | 8                  | 12                 | —       | —       | —       | —       | —       |
| 1992–93      | «Кепітал Дістрікт Айлендерс» | АХЛ          | 3                  | 2                  | 1                  | 3                  | 11                 | —       | —       | —       | —       | —       |
| 1992–93      | «Нью-Йорк Айлендерс»         | НХЛ          | 64                 | 14                 | 38                 | 52                 | 59                 | 17      | 3       | 6       | 9       | 12      |
| 1993–94      | «Нью-Йорк Айлендерс»         | НХЛ          | 76                 | 10                 | 47                 | 57                 | 80                 | 4       | 0       | 0       | 0       | 6       |
| 1994–95      | «Нью-Йорк Айлендерс»         | НХЛ          | 26                 | 3                  | 13                 | 16                 | 32                 | —       | —       | —       | —       | —       |
| 1994–95      | «Монреаль Канадієнс»         | НХЛ          | 14                 | 1                  | 4                  | 5                  | 14                 | —       | —       | —       | —       | —       |
| 1995–96      | «Монреаль Канадієнс»         | НХЛ          | 61                 | 5                  | 23                 | 28                 | 79                 | —       | —       | —       | —       | —       |
| 1996–97      | «Монреаль Канадієнс»         | НХЛ          | 65                 | 10                 | 20                 | 30                 | 43                 | 5       | 0       | 0       | 0       | 6       |
| 1997–98      | «Монреаль Канадієнс»         | НХЛ          | 74                 | 13                 | 31                 | 44                 | 70                 | 9       | 3       | 4       | 7       | 10      |
| 1998–99      | «Монреаль Канадієнс»         | НХЛ          | 62                 | 13                 | 21                 | 34                 | 77                 | —       | —       | —       | —       | —       |
| 1999–00      | «Монреаль Канадієнс»         | НХЛ          | 7                  | 0                  | 0                  | 0                  | 4                  | —       | —       | —       | —       | —       |
| 1999–00      | «Нью-Джерсі Девілс»          | НХЛ          | 17                 | 1                  | 4                  | 5                  | 19                 | 23      | 1       | 4       | 5       | 18      |
| 2000–01      | «Нью-Йорк Рейнджерс»         | НХЛ          | 3                  | 0                  | 2                  | 2                  | 4                  | —       | —       | —       | —       | —       |
| 2001–02      | «Нью-Йорк Рейнджерс»         | НХЛ          | 81                 | 6                  | 22                 | 28                 | 83                 | —       | —       | —       | —       | —       |
| 2002–03      | «Нью-Йорк Рейнджерс»         | НХЛ          | 71                 | 3                  | 14                 | 17                 | 52                 | —       | —       | —       | —       | —       |
| 2003–04      | «Нью-Йорк Рейнджерс»         | НХЛ          | 56                 | 3                  | 15                 | 18                 | 53                 | —       | —       | —       | —       | —       |
| 2003–04      | «Філадельфія Флаєрс»         | НХЛ          | 6                  | 0                  | 1                  | 1                  | 2                  | 17      | 1       | 5       | 6       | 12      |
| 2005–06      | «Нью-Джерсі Девілс»          | НХЛ          | 29                 | 4                  | 5                  | 9                  | 26                 | —       | —       | —       | —       | —       |
| Усього в НХЛ | Усього в НХЛ                 | Усього в НХЛ | 712                | 86                 | 260                | 346                | 697                | 75      | 8       | 19      | 27      | 64      |

### Збірна
| Рік                | Команда            | Турнір             | Місце              |     | І   | Г   | П   | О   | ШХ |
| ------------------ | ------------------ | ------------------ | ------------------ | --- | --- | --- | --- | --- | -- |
| 1987               | СРСР               | МЧС                |                    | ДСК | ДСК | ДСК | ДСК | ДСК |    |
| 1990               | СРСР               | ЧС                 | 1                  | 10  | 0   | 1   | 1   | 10  |    |
| 1991               | СРСР               | ЧС                 | 3                  | 10  | 0   | 0   | 0   | 4   |    |
| 1991               | СРСР               | КК                 | 5-е                | 5   | 0   | 0   | 0   | 4   |    |
| 1992               | СНД                | ОІ                 | 1                  | 8   | 3   | 0   | 3   | 4   |    |
| 1992               | Росія              | ЧС                 | 5-е                | 6   | 2   | 1   | 3   | 4   |    |
| 1996               | Росія              | КС                 | ПФ                 | 4   | 1   | 0   | 1   | 8   |    |
| 2002               | Росія              | ОІ                 | 3                  | 6   | 1   | 3   | 4   | 4   |    |
| Національна збірна | Національна збірна | Національна збірна | Національна збірна | 49  | 7   | 5   | 12  | 38  |    |